# 北埼玉鉄道
北埼玉鉄道（きたさいたまてつどう）は明治中期に埼玉県北埼玉郡加須町、忍町周辺の有力者が出資・計画した鉄道。経由地は熊谷駅から忍町（現在の行田市）、騎西町、加須町（現在の加須市）を経て日本鉄道（東北線）栗橋駅まで至る鉄道路線であった。実地測量まで行ったが却下され挫折する。予定としていた軌間は1067mmで動力は蒸気機関だったと思われる。

## 略史
- 1895年（明治28年）11月14日に出願し1896年（明治29年）3月27日に却下され同年8月21日に創立再願するも1897年（明治30年）5月14日に再却下[1]されてしまい計画は頓挫する[2]。